# Egenolfia tonkinensis
Egenolfia tonkinensis là một loài thực vật có mạch trong họ Lomariopsidaceae. Loài này được C. Chr. mô tả khoa học đầu tiên năm 1931.